# Cannon Fodder 2
Cannon Fodder 2 är ett datorspel utvecklat av Sensible Software, och utgivet av Virgin Interactive. Spelet är en mix av strategi- och actionspel. Spelet släpptes 1994 till Amiga och DOS.
Spelet är en uppföljare till Cannon Fodder. Spelen var mycket lika varandra. Precis som föregångaren, hade spelet många humoristiska inslag. Cannon Fodder 2 fick kritik av spelare att vara för svårt, även om föregångaren också var ett mycket svårt spel.
I titelsången till det första spelet fanns det med sångtexten "War has never been so much fun" ("krig har aldrig varit så roligt"). I Cannon Fodder 2 har detta ändrats till "War has only been this fun once before" ("krig har bara varit så här roligt en gång tidigare").